# Sonoma Ribera
Sonoma Ribera  es un complejo de dos torres en el barrio General Paz de la ciudad de Córdoba (Argentina),  y son uno de los edificios más altos de la ciudad.
Las torres poseen un diseño único de alta gama, con paneles solares ubicados en la terraza de las torres, y con un centro comercial en su planta baja.